# ヒーブ
ヒーブ（HEIB、Home economists in businessの略）は大学で家政学（生活科学）を修めて、企業の中で生活者としての女性の視点を尊重しつつ、家政学の専門知識を生かして、商品開発や消費者サービス、あるいは販売の現場で専門知識の提供をしながら、購入のアドヴァイスをする女性たちのことをいう。「企業内家政学士」と訳す場合もある。
大手のメーカーの中には商品開発の部門の中に「ヒーブ室」、もしくはそれに類した名所のセクションを設置しているところもある。たとえば、ハウス食品など。